# ويليام فيرغسون (نقابي)
ويليام فيرغسون (بالإنجليزية: William Ferguson)‏ هو نقابي أسترالي، ولد في 24 يوليو 1882 في نيوساوث ويلز في أستراليا، وتوفي في 4 يناير 1950 في دوبو في أستراليا بسبب قصور القلب.